# Sylvia (planetka)
(87) Sylvia je jednou z největších planetek, obíhajících ve vzdálenější části hlavního pásu. Na základě analýzy elementů její dráhy byla zařazena do rodiny asteroidů Cybele. Sylvia je mimořádná tím, že je první planetkou, u které byly zjištěny dva měsíce.

## Objev
Sylvia byla objevena Normanem R. Pogsonem na observatoři v Madrasu v Indii v roce 1866.

## Původ jména
Objevitel N. R. Pogson ji pojmenoval podle jména matky Romula a Rema, která se jmenovala Rhea Silvia. Podle některých autorů však mohla získat název na počest první manželky známého francouzského astronoma C. Flammariona, Sylvie Petiaux-Hugo Flammarionové.

## Fyzikální vlastnosti
Sylvia patří mezi planetky s velmi nízkým albedem, což by se mohlo vysvětlovat tím, že je tvořena původním, málo přetvořeným materiálem. Objev jejích průvodců umožnil stanovit značně přesně její hmotnost a protože je znám z měření i její průměr, je možno se značnou spolehlivostí spočítat i její hustotu, která činí 1,1 až 1,3 g/cm3. Protože vzhledem k nízkému albedu je možno téměř jistě vyloučit alternativu, že je tvořena převážně ledem, zdá se, že její těleso je velice porézní a že obsahuje až 60 % prázdného prostoru. Spektrálně byla klasifikována do třídy P, resp. C0 resp. X.
Planetka také patří k tělesům velmi rychle se otáčejícím kolem své osy, přibližně jednou za 5,18 hodiny, z čehož vyplývá obvodová rychlost na jejím rovníku kolem 160 km/h.

## Měsíce
Kolem Sylvie obíhají dva měsíce, pojmenované Romulus a Remus, podle synů již zmíněné Rhei Silvie.
První měsíc, Romulus, byl objeven Keckovým dalekohledem II na hoře Mauna Kea na Havajských ostrovech v roce 2001 na snímcích pořízených 18. února; objev byl ohlášen 23. února téhož roku.
Druhý měsíc, Remus, byl nalezen na snímku pořízeném dalekohledem Yepun komplexu VLT na Evropské jižní observatoři na Cerro Paranal v Chile 9. srpna 2004. Objev však byl ohlášen až o rok později, 10. srpna 2005, protože vyhodnocení pořízené série snímků se zdrželo.
Astronomové předpokládají, že oba měsíce vznikly při srážce Sylvie s jiným tělesem a že není v budoucnosti vyloučen objev dalších měsíčků této planetky.